# La Calotterie
La Calotterie és un municipi francès situat al departament del Pas de Calais i a la regió dels Alts de França. L'any 2007 tenia 597 habitants.

## Demografia

### Població
El 2007 la població de fet de La Calotterie era de 597 persones. Hi havia 231 famílies de les quals 56 eren unipersonals (28 homes vivint sols i 28 dones vivint soles), 72 parelles sense fills, 99 parelles amb fills i 4 famílies monoparentals amb fills.
La població ha evolucionat segons el següent gràfic:
Habitants censats

### Habitatges
El 2007 hi havia 355 habitatges, 232 eren l'habitatge principal de la família, 115 eren segones residències i 8 estaven desocupats. 252 eren cases i 14 eren apartaments. Dels 232 habitatges principals, 186 estaven ocupats pels seus propietaris, 44 estaven llogats i ocupats pels llogaters i 2 estaven cedits a títol gratuït; 6 tenien una cambra, 4 en tenien dues, 34 en tenien tres, 71 en tenien quatre i 117 en tenien cinc o més. 176 habitatges disposaven pel capbaix d'una plaça de pàrquing. A 112 habitatges hi havia un automòbil i a 103 n'hi havia dos o més.

### Piràmide de població
La piràmide de població per edats i sexe el 2009 era:
| Homes | Edats   | Dones |
| ----- | ------- | ----- |
| 0     | 95 o +  | 0     |
| 0     | 90 a 94 | 0     |
| 0     | 85 a 89 | 0     |
| 8     | 80 a 84 | 4     |
| 4     | 75 a 79 | 16    |
| 4     | 70 a 74 | 16    |
| 12    | 65 a 69 | 0     |
| 12    | 60 a 64 | 16    |
| 4     | 55 a 59 | 12    |
| 36    | 50 a 54 | 28    |
| 12    | 45 a 49 | 20    |
| 32    | 40 a 44 | 32    |
| 8     | 35 a 39 | 20    |
| 8     | 30 a 34 | 12    |
| 16    | 25 a 29 | 16    |
| 24    | 20 a 24 | 20    |
| 20    | 15 a 19 | 24    |
| 24    | 10 a 14 | 52    |
| 8     | 5 a 9   | 20    |
| 16    | 0 a 4   | 8     |

## Economia
El 2007 la població en edat de treballar era de 384 persones, 280 eren actives i 104 eren inactives. De les 280 persones actives 259 estaven ocupades (139 homes i 120 dones) i 21 estaven aturades (10 homes i 11 dones). De les 104 persones inactives 32 estaven jubilades, 37 estaven estudiant i 35 estaven classificades com a «altres inactius».

### Ingressos
El 2009 a La Calotterie hi havia 243 unitats fiscals que integraven 647,5 persones, la mediana anual d'ingressos fiscals per persona era de 16.105 €.

### Activitats econòmiques
Dels 29 establiments que hi havia el 2007, 1 era d'una empresa extractiva, 1 d'una empresa de fabricació d'altres productes industrials, 9 d'empreses de construcció, 8 d'empreses de comerç i reparació d'automòbils, 5 d'empreses d'hostatgeria i restauració, 1 d'una empresa financera, 1 d'una empresa immobiliària, 1 d'una empresa de serveis i 2 d'empreses classificades com a «altres activitats de serveis».
Dels 9 establiments de servei als particulars que hi havia el 2009, 2 eren tallers de reparació d'automòbils i de material agrícola, 1 paleta, 2 guixaires pintors, 2 fusteries, 1 restaurant i 1 agència immobiliària.
L'únic establiment comercial que hi havia el 2009 era una carnisseria.
L'any 2000 a La Calotterie hi havia 11 explotacions agrícoles que ocupaven un total de 474 hectàrees.

## Equipaments sanitaris i escolars
El 2009 hi havia una escola elemental integrada dins d'un grup escolar amb les comunes properes formant una escola dispersa.

## Poblacions més properes
El següent diagrama mostra les poblacions més properes.